# Renato Eduardo de Oliveira Ribeiro
Renato Eduardo de Oliveira Ribeiro (Belo Horizonte, Brasil, 28 de abril de 1985), futbolista brasileiro que milita en el Maccabi Haifa.
- Datos: Q2606517